# 大屋根
大屋根（おおやね）とは、建築物の構成部位である屋根が大きい場合、そう呼んでいる。
公共施設の場合、その施設を丸ごとひとつの屋根で覆ってしまうような意図で設置される場合が多い。
住宅用途の場合、一つの屋根を複数の階にかけることによって傾斜のある天井面ができるが、この部分を収納スペースにしたり吹き抜けにするなど、室内空間の演出に利用することが多い。

## 主な大屋根
- 万国博覧会で設置されたもの
  - 日本万国博覧会（大阪万博）会場に設置された構築物。大屋根 (大阪万博)を参照のこと。
  - 2005年日本国際博覧会（愛・地球博）会場に設置された構築物。マウンテン・ルーフという愛称があった。
  - 2025年日本国際博覧会（大阪・関西万博）会場に設置された構築物。大屋根リングを参照。
- 公共施設
  - JR高知駅 - 高架駅中央部を覆う大屋根の主要構造は杉集成材の梁アーチとなっている。
  - JR二条駅 - 編笠門をイメージした木造トラスの大屋根が特徴。
  - JR大阪駅 - 南北の駅ビルをつなぐように架けられた巨大な片流れの大屋根である。
- 個人邸宅
  - 大屋根の館[1]